# Столик-накройся, золотой осёл и дубинка из мешка

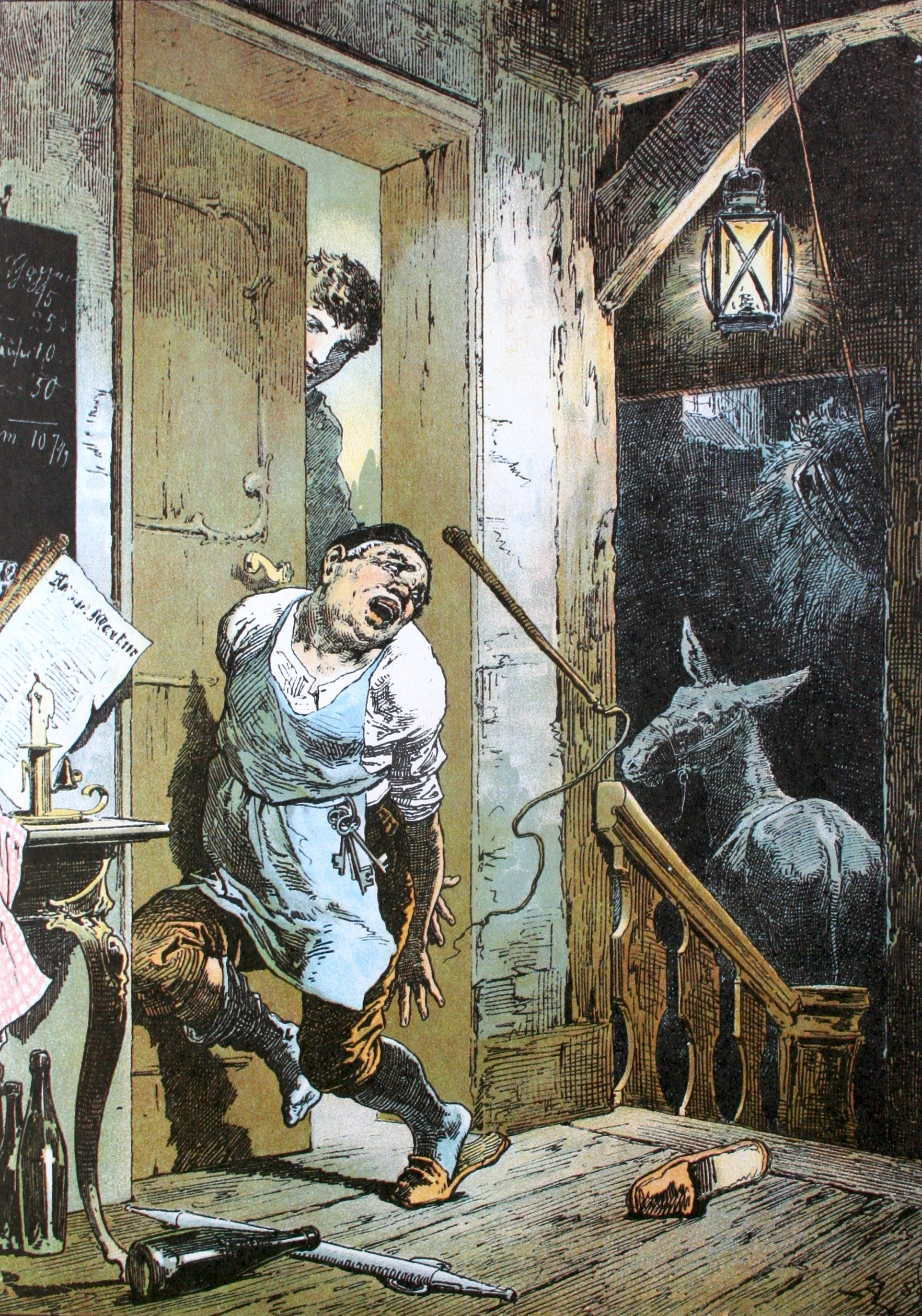
Волшебная дубинка напала на вороватого хозяина гостиницы (иллюстрация Александра Зика)

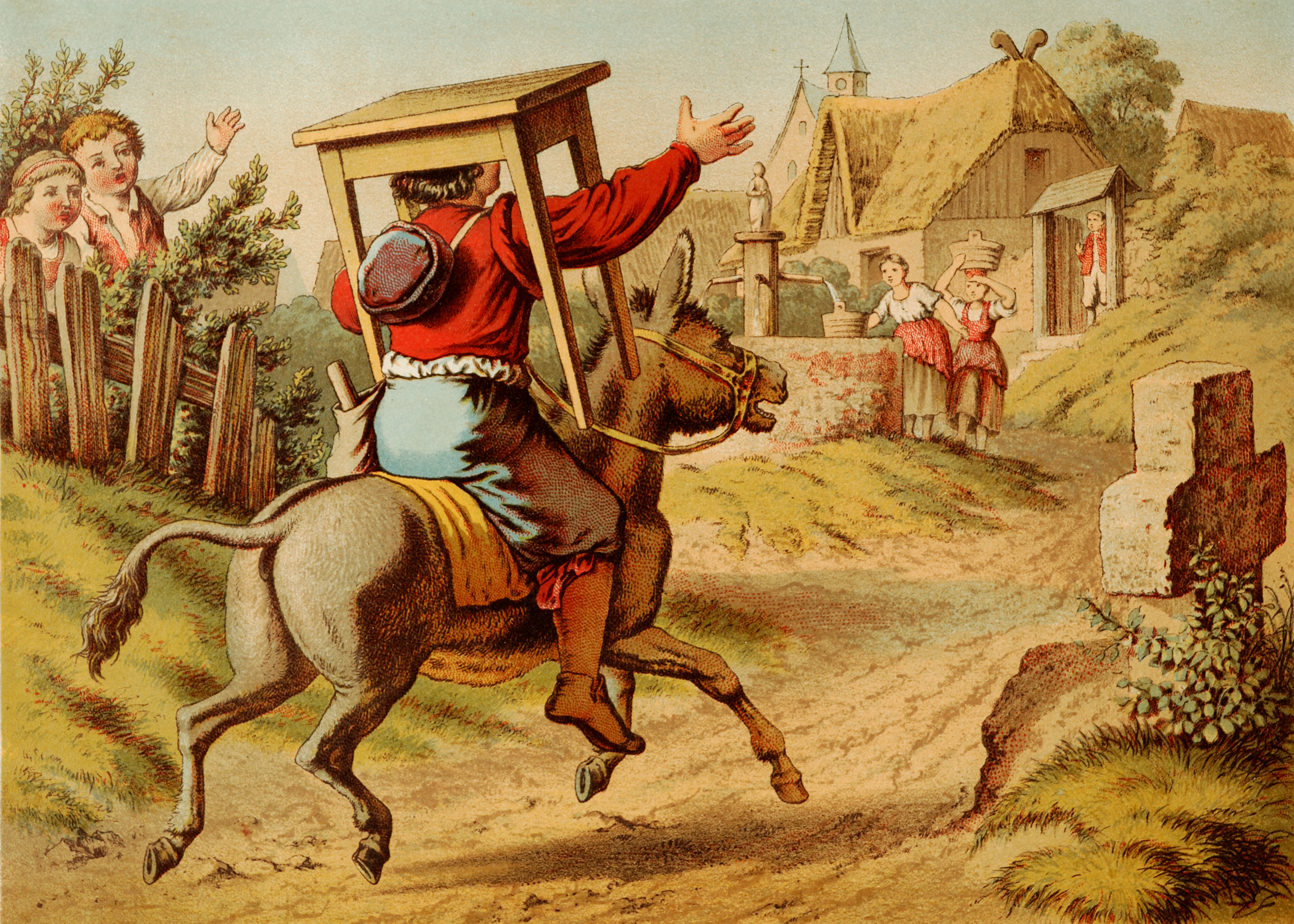
Младший брат возвращается домой с тремя чудесными предметами (иллюстрация Генриха Лютмана)

«Столик-накройся, золотой осёл и дубинка из мешка» (нем. Tischchen deck dich, Goldesel und Knüppel aus dem Sack) — сказка братьев Гримм о приключениях трёх братьев, обладающих тремя чудесными предметами. В сборнике сказок братьев Гримм находится под номером 36, по системе классификации сказочных сюжетов Aарне-Томпсона представлена номерами 212 «Лживая коза», 2015, 563 «Три волшебных дара».

## Сюжет
Портной живёт со своими тремя сыновьями и дойной козой, которую сыновья поочерёдно пасут на лучших пастбищах. Когда старший сын, пасущий козу, вечером спрашивает её «Козочка, сыта ли ты?», то получает ответ: «Я так теперь сыта-сыта, Что не могу съесть ни листа!.. Мэ-э!» Но когда козу дома спрашивает о том же отец, то слышит в ответ: «С чего могу я быть сыта? Не съела в день я ни листа!.. Мэ-э!» В гневе портной бьёт старшего сына своим аршином и изгоняет из дома. Та же самая история повторяется с двумя остальными сыновьями. Наконец, когда обман козы распознаётся, то портной, поняв, что несправедливо обошёлся с сыновьями и напрасно прогнал, обривает козе голову и гонит её прочь плетью.
Его сыновья тем временем выучиваются вдали от дома ремеслу. Старший становится плотником, средний — мельником, а младший — токарем. В конце обучения старший получает в награду невзрачный столик, которому стоит только сказать «Столик, накройся!», как на нём появляется чистая скатерть и всякая вкусная еда. Средний же сын получает ослика. Если произнести «Бриклебрит!», то спереди и сзади ослика посыпятся золотые монеты. А младший становится владельцем мешка с дубинкой. По зову владельца: «Дубинка, из мешка!», дубинка выскочит и отколошматит любого обидчика. Все три сына простили отца и по очереди стали возвращаться домой. Двое старших, по дороге в отцовский дом, останавливаются в гостинице, хозяин которой, узнав о чудесных свойствах столика и ослика, тайком их подменивает. Братья замечают подлог только тогда, когда собирают всех родственников, чтобы продемонстрировать им чудесные свойства своих даров. К их стыду, ничего не получается, и братья, как и отец, вынуждены заниматься каждый собственным ремеслом.
Третий сын был в ученье у токаря дольше остальных, из-за сложности ремесла, поэтому был письменно извещён братьями о плутовстве хозяина гостиницы. Когда настала пора вернуться домой, то он остановился на постой в той же гостинице. Намекая между прочим, что содержимое его мешка не идёт ни в какое сравнение с прочими дарами, младший сын затем притворяется спящим. Как только хозяин, по старому обыкновению, пытается совершить подмену, младший сын даёт команду дубинке и через побои заставляет плута возвратить украденных столик и ослика. После чего с триумфом возвращается домой, где щедро одаривает всех родственников.
Виновница же истории, коза, стыдясь за свою обритую голову, прячется в лисью нору. Вернувшаяся лиса испугалась её горящих глаз, привела к норе медведя, тот тоже струхнул. Медведь делится переживанием с пчелой, та жалит козу в плешь. Ужаленная коза выскакивает и со всех ног пускается в бегство: «так никто её с той поры и не видывал!»

## Культурное влияние

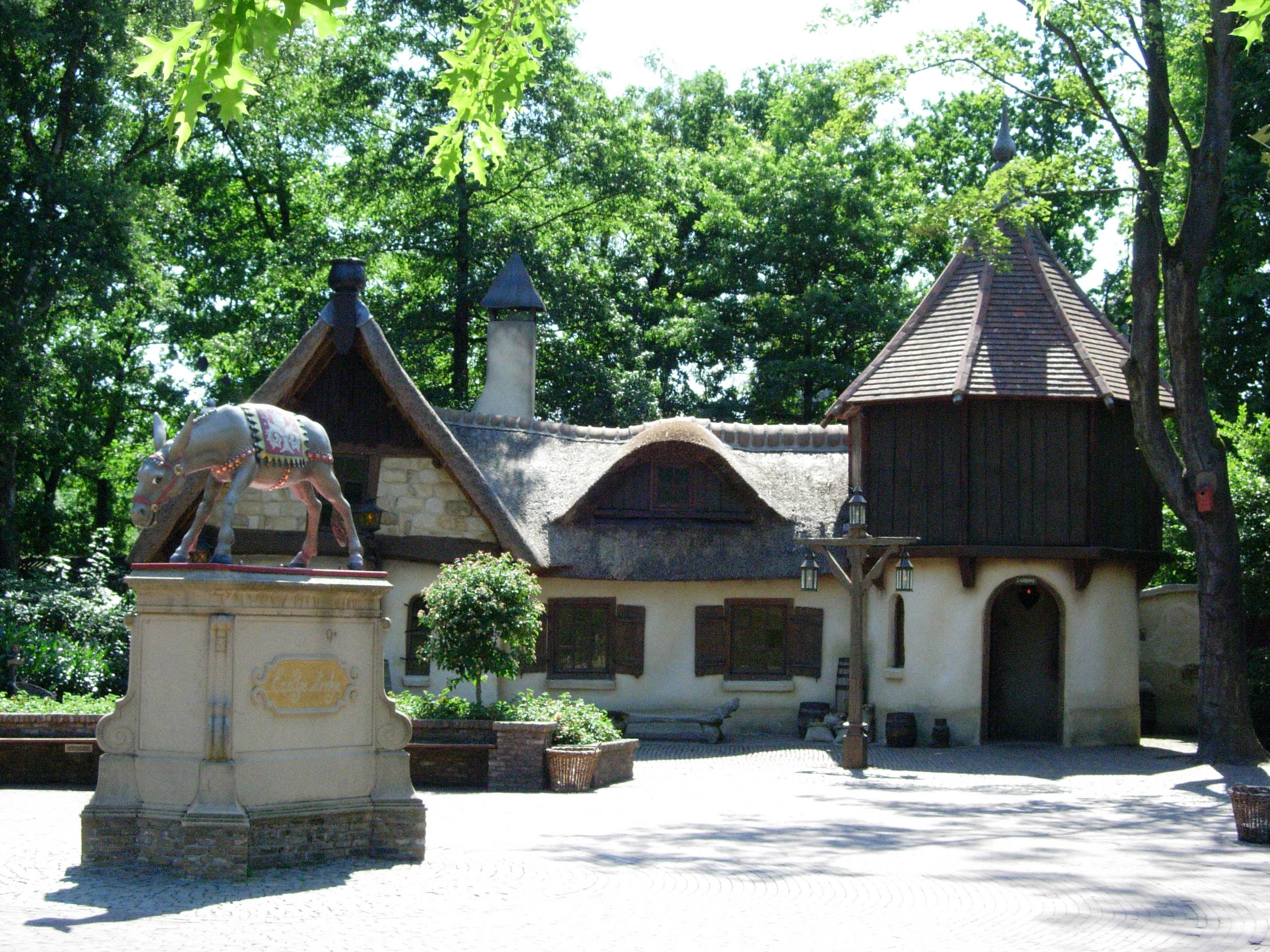
Столик-накройся, золотой осёл и дубинка из мешка, Эфтелинг